# Monfort
Monfort är en kommun i departementet Gers i regionen Occitanien i sydvästra Frankrike. Kommunen ligger i kantonen Mauvezin som tillhör arrondissementet Condom. År 2022 hade Monfort 513 invånare.

## Befolkningsutveckling
Antalet invånare i kommunen Monfort
Referens:INSEE